# Always (品牌)
Always是美国一個女性生理用品品牌，該品牌的產品有衛生棉、超薄卫生巾、護墊、一次性夜用内裤和阴道湿巾Feminine wipe。Always于1983年春季在美国首次推出，然后于1984年5月推廣至全美國。到1984年底，Always的產品已经面向国际市场。
Always卫生巾和其他产品在日本、新加坡、印度、孟加拉国、中国、韩国、菲律宾、泰国、香港、台灣、越南、马来西亚、澳大利亚、柬埔寨和印度尼西亚以Whisper（護舒寶）（台灣譯好自在）的名義销售，在意大利以Lines的名義销售，在土耳其以Orkid的名義销售，在西班牙和葡萄牙以Evax和Ausonia的名義销售。以Always為名義的產品主要在美国、非洲（主要是肯尼亚和尼日利亚）、巴基斯坦和一些欧洲国家銷售。
Always产品在加拿大安大略省贝尔维尔的一个占地70万平方英尺的工厂生产，其中包括17.5万平方英尺的仓库。这个工厂是宝洁公司在北美最大的工厂之一。